# R'Kiz (departement)
R'Kiz är ett departement i Mauretanien.   Det ligger i regionen Trarza, i den sydvästra delen av landet, 160 km sydost om huvudstaden Nouakchott.